# O. B. Clarence
Pour les articles homonymes, voir Clarence.

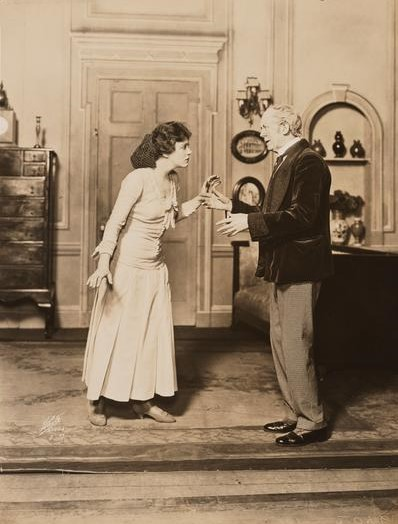
Avec Ruth Chatterton, à Broadway en 1920-1921, dans Mary Rose

Oliver Burchett Clarence, né le 25 mars 1870 à Hampstead (Middlesex) et mort le 2 octobre 1955 à Hove (East Sussex), est un acteur anglais, connu comme O. B. Clarence.

## Biographie
O. B. Clarence débute en 1890 au théâtre, où il joue souvent à Londres, notamment dans Le Conte d'hiver (1906, avec Ellen Terry), Henry VIII (1925, avec Sybil Thorndike et Laurence Olivier) et Hamlet (1938-1939, avec Alec Guinness dans le rôle-titre et Anthony Quayle) de William Shakespeare, La Maison des cœurs brisés de George Bernard Shaw (1932, avec Edith Evans et Cedric Hardwicke), ou encore La Cerisaie d'Anton Tchekhov (1941, avec Athene Seyler).
Durant sa carrière sur les planches, il joue également à Broadway (New York) dans cinq pièces, dont The Inferior Sex de Frank Stayton (la première, 1910, avec Arthur Byron et Maxine Elliott), Mary Rose (en) de J. M. Barrie (1920-1921, avec Ruth Chatterton) et The Last Enemy de Frank Harvey (la dernière, 1930, avec Robert Douglas et Jessica Tandy).
Au cinéma, après trois films muets (le premier en 1914, les deux suivants en 1920), il contribue à quatre-vingt-cinq films parlants britanniques (ou en coproduction) entre 1930 et 1948, dont Le Mouron rouge d'Harold Young (1934, avec Leslie Howard dans le rôle-titre et Merle Oberon), Pygmalion d'Anthony Asquith et Leslie Howard (1938, avec ce dernier et Wendy Hiller), La Commandante Barbara de Gabriel Pascal (1941, avec Wendy Hiller dans le rôle-titre et Rex Harrison) et Les Grandes Espérances de David Lean (1946, avec John Mills et Valerie Hobson).
S'ajoutent pour la télévision britannique cinq téléfilms (les quatre premiers d'origine théâtrale), depuis une adaptation diffusée en 1938 de la pièce Trelawny of the « Wells » (en) d'Arthur Wing Pinero (représentée au théâtre Old Vic de Londres, avec Freda Jackson et André Morell) jusqu'à une adaptation diffusée en 1948 du roman Emma de Jane Austen (avec Judy Campbell dans le rôle-titre).
O. B. Clarence meurt à 85 ans, en 1955.

## Théâtre

### Londres (sélection)
- 1906 : Le Conte d'hiver (The Winter's Tale) de William Shakespeare : le serviteur du vieux berger
- 1922 : Thirty Minutes in a Street de Beatrice Mayor : le vicaire
- 1925 : Henry VIII de William Shakespeare : Thomas Cranmer
- 1925 : Sainte Jeanne (Saint Joan) de George Bernard Shaw : l'inquisiteur
- 1927 : The Wicked Earl de Walter Hackett : Clarke Temayne
- 1928 : The Admiral's Secret de Cyril Campion et Edward Dignon : l'amiral Fitzporter
- 1929 : The Last Enemy de Frank Harvey : Thomas Perry (rôle repris à Broadway en 1930)
- 1932 : La Maison des cœurs brisés (Heartbreak House) de George Bernard Shaw : Mazzini Dunn
- 1934 : Youth at the Helm d'Hubert Griffith et Paul Vulpins : le président de la banque
- 1934 : The Voysey Inheritance d'Harley Granville Baker, mise en scène d'Harcourt Williams et Harley Granville Baker : George Booth
- 1938-1939 (saison à l'Old Vic) : Hamlet de William Shakespeare (Polonius) et Trelawny of the « Wells » (en) d'Arthur Wing Pinero (le vice-chancelier Sir William Gower), mises en scène par Tyrone Guthrie
- 1940 : As You Are de Hugh Mills et Wells Root : M. Dawson
- 1941 : La Cerisaie (The Cherry Orchard) d'Anton Tchekhov, adaptation d'Hubert Butler, mise en scène de Tyrone Guthrie : Firs
- 1944 : Thérèse Raquin (Guilty), adaptation par Kathleen Boutall du roman éponyme d'Émile Zola : Grivet
- 1944 : It Depends What You Mean de James Bridie : Hector Macadam

### Broadway (intégrale)
- 1910 : The Inferior Sex de Frank Stayton : M. Bennett
- 1920 : Pietro de Maud Skinner et Jules Eckert Goodman : Alfred Peyton
- 1920-1921 : Mary Rose (en) de J. M. Barrie : M. Morland
- 1929 : Murder on the Second Floor de Frank Vosper : Edward Armitage
- 1930 : The Last Enemy de Frank Harvey : Thomas Perry

## Filmographie partielle

### Cinéma
- 1932 : The Barton Mystery d'Henry Edwards : Sir Everard Marshall
- 1933 : Le Parfait Accord (Perfect Understanding) de Cyril Gardner : Dr Graham
- 1933 : A Shot in the Dark de George Pearson : le révérend John Makehan
- 1933 : I Adore You de George King : M. Young
- 1933 : Vendredi 13 (Friday the Thirteenth) de Victor Saville : un employé
- 1933 : The Only Girl de Friedrich Hollaender
- 1934 : Le Mouron rouge (The Scarlet Pimpernel) d'Harold Young : le comte de Tournay
- 1937 : Silver Blaze de Thomas Bentley : un agent immobilier
- 1937 : La Reine Victoria (Victoria the Great) d'Herbert Wilcox : le cocher en chef
- 1937 : Dîner au Ritz (Dinner at the Ritz) d'Harold D. Schuster : un chasseur
- 1938 : Second Best Bed de Tom Walls : le juge de Torceston
- 1938 : Pygmalion d'Anthony Asquith et Leslie Howard : M. Birchwood, le vicaire
- 1939 : La Taverne de la Jamaïque (Jamaica Inn) d'Alfred Hitchcock : un passager de la diligence
- 1941 : La Commandante Barbara (Major Barbara) de Gabriel Pascal : M. Pettigrew
- 1941 : Georges roi de la mode (Turned Out Nice Again) de Marcel Varnel : M. Dawson
- 1942 : Penn of Pennsylvania de Lance Comfort : Lord Cecil
- 1945 : César et Cléopâtre (Caesar and Cleopatra) de Gabriel Pascal : un vieil égyptien
- 1945 : School for Secrets de Peter Ustinov : un vieux serviteur
- 1946 : Les Grandes Espérances (Great Expectations) de David Lean : le parent âgé
- 1947 : Erreurs amoureuses (While the Sun Shines) d'Anthony Asquith : le vieux gentleman

### Télévision
(téléfilms)
- 1938 : Trelawny of the « Wells » de Tyrone Guthrie : le vice-chancelier Sir William Gower
- 1948 : Emma de Michael Barry : M. Woodhouse